# Whisky jug
La caraffa da whisky o whisky jug è un accessorio per un corretto servizio del whisky, nato per permettere ai degustatori, e in particolare agli intenditori, di aggiungere al distillato dell'acqua pura a temperatura ambiente versandola appunto da una caraffa di ceramica, allo scopo di rendere più o meno "pungente" il liquore, secondo il gusto personale, e per fare risaltare i profumi e gli aromi che si sprigionano miscelando il whisky con l'acqua. Gli esperti fissano in una parte di acqua e due parti di whisky la perfetta proporzione per assaporare al meglio il distillato, ma la cosa è ovviamente molto soggettiva.
Sin dalla fine dell'Ottocento le grandi distillerie di whisky cominciarono a distribuire a scopo promozionale delle piccole caraffe riportanti i loro marchi e le loro immagini a pub, ristoranti, bar e rivenditori, ossia ovunque si vendesse o degustasse il whisky. Presto le caraffe divennero universalmente note come whisky jugs e per la loro bellezza cominciarono a essere ricercate anche a scopo di collezionismo.
Non si contano le aziende che hanno affidato a grandi designer il compito d'ideare caraffe con forme particolari, tali da distinguersi dalle altre, in modo da pubblicizzare ancor più efficacemente il loro brand. Distillerie come Dewars, Watson's, Buchanan's, Usher's, Johnnie Walker, per citarne solo alcune, ma anche importatori e distributori, hanno investito per anni in oggetti, alcuni dei quali sono divenuti veri e propri cimeli, raccolti dai collezionisti sparsi in tutto il mondo.

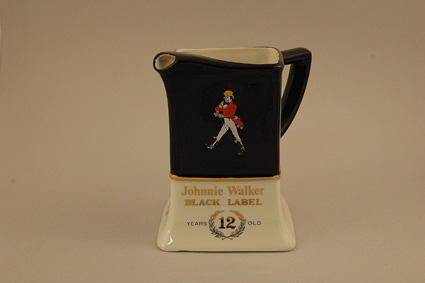
Johnnie Walker Jug.

Le caraffe da whisky sono state realizzate in materiali diversissimi: legno, alluminio, terracotta, vetro, porcellana, plastica, rame e argento, ecc., ma la stragrande maggioranza è di ceramica. Tra i produttori più noti a cui fu affidata la loro realizzazione  ricordiamo Royal Doulton, Shelley, Wade Regicor, Hcw, Moulin des Loups, Euroceramics e Ceramiche Piola.

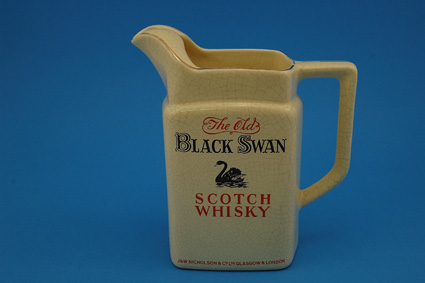
Black Swan Jug.

Da alcuni anni però le aziende non paiono più molto interessate a investire in pubblicità "da banco" (oltre alle caraffe, altri oggetti che si prestano a questa forma di comunicazione sono per esempio i bicchieri, i rendiresto, i posacenere, i calendari perpetui) e per ottenere una maggiore visibilità mediatica tendono a investire nella pubblicità radiofonica, televisiva e a mezzo stampa. Di conseguenza le whisky jugs non vengono quasi più prodotte e le esistenti, in particolare quelle realizzate in piccole quantità, ricercatissime degli appassionati, sono divenute di difficile reperibilità anche per i collezionisti più esperti che setacciano incessantemente i mercatini e i rigattieri di mezzo mondo alla loro ricerca.
È praticamente impossibile stabilire quali e quante caraffe siano state messe in circolazione nel corso degli anni (neppure i cataloghi specializzati sono di grande aiuto) anche considerando che esse non sono state fabbricate solo nei paesi produttori di whisky (Scozia, Irlanda) e di whiskey (Stati Uniti e Canada), ma, per problemi di costo e distribuzione, esse sono state prodotte in ogni paese del globo si consumasse il whisky.
Per stimare la rarità di un pezzo ci si basa sul marchio di produzione stampigliato sul fondo, una vera e propria “carta d'identità” che consente di stabilire con buona approssimazione l'anno di produzione e garantisce l'originalità della caraffa. Tale marchio permette quindi di assegnare un prezzo all'oggetto: se la caraffa è stata prodotta in serie limitata il suo valore aumenta, così come è elevato quello degli esemplari prodotti per occasioni speciali, anniversari e commemorazioni. Infine il valore può crescere considerevolmente se le caraffe sono state commissionate da piccole distillerie, poco conosciute, alcune non più esistenti ai giorni nostri. Le quotazioni variano sensibilmente: si va da pochi euro per una caraffa prodotta in grande tiratura, e non più vecchia di 15 anni, a svariate centinaia di euro per gli esemplari con oltre un secolo e per quelli di pregevole fattura. 
Esistono diverse guide, realizzate da appassionati, che offrono utili informazioni e quotazioni di riferimento. La prima associazione di collezionisti, invece, è nata in Australia, paese che vanta il maggior numero di collezionisti di queste caraffe.